# Niebrów
Niebrów – wieś w Polsce położona w województwie łódzkim, w powiecie tomaszowskim, w gminie Tomaszów Mazowiecki.

## Położenie

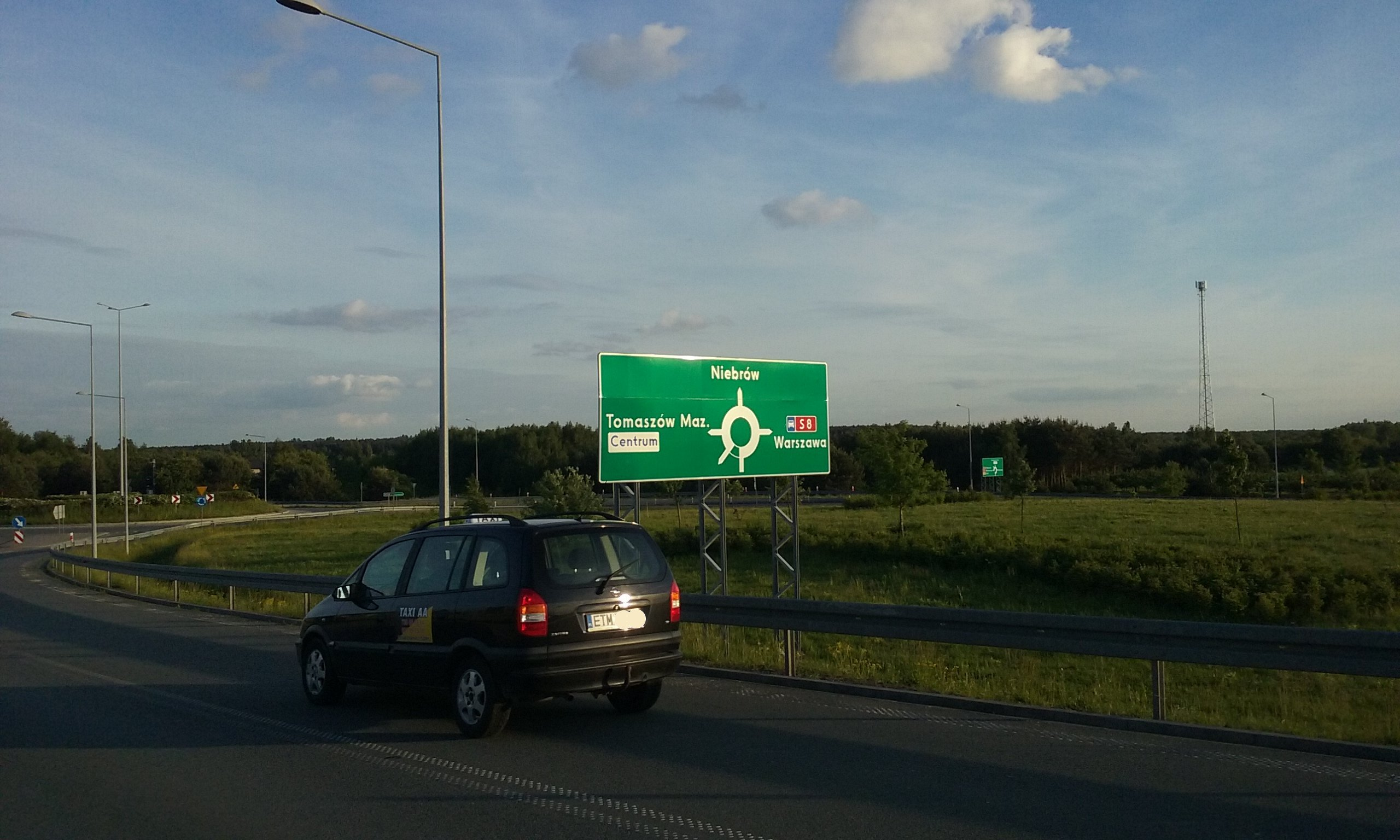
Zjazd z drogi ekspresowej S8 „Tomaszów Mazowiecki Centrum” prowadzący również do wsi Niebrów przed Tomaszowem

Wieś leży tuż przy drodze ekspresowej S8 i przy zachodniej granicy Tomaszowa Mazowieckiego.  Od wschodu wieś sąsiaduje z dzielnicą Tomaszowa – Rolandówką. W pobliżu wsi od północy znajduje się największe osiedle mieszkaniowe Tomaszowa nazywające się również Niebrów. Są to jednak oddzielne jednostki administracyjne, geograficznie nawet ze sobą nie sąsiadujące. Pomyłki co do lokalizacji tomaszowskiego osiedla mieszkaniowego Niebrów i podtomaszowskiej wsi Niebrów wynikają z faktu, że główna droga przebiegająca przez wieś – ulica Niebrów jest de facto przedłużeniem ulicy Zawadzkiej, będącej wcześniej w mieście, ulicą graniczną osiedla mieszkaniowego o tej samej co wieś nazwie.
Wzdłuż wsi płynie rzeka Wolbórka, a za nią rozpościerają się lasy częściowo należące do jednostki wojskowej w której stacjonuje tomaszowska 25. Brygada Kawalerii Powietrznej.

## Ważniejsze obiekty
We wsi znajduje się „Galeria we wsi Niebrów” będąca miejscem częstych spotkań tomaszowskiego środowiska artystycznego.
W pobliżu wsi znajduje się  wiadukt nad drogą ekspresową S8, prowadzący do wsi Łazisko. Jest to jedyny wiadukt nad drogą S8 na wysokości Tomaszowa Mazowieckiego. Nie umożliwia on wjazdu na drogę ekspresową. Najbliższym dla wsi wjazdem na S8 jest węzeł „Tomaszów Mazowiecki Centrum” do którego ze wsi najszybciej dojechać ogólnodostępną drogą serwisową wzdłuż S8. Z drugiej strony wsi (od południa), droga ekspresowa S8 przebiega przez wiadukt pod którym można ze wsi Niebrów dojechać do wsi Zawada i Chorzęcin. Co istotne, ponieważ znajdują się w nich najbliższe Niebrowowi remizy strażackie oraz szkoła podstawowa.
Za wsią Niebrów tuż przy drodze ekspresowej S8 znajduje się pętla autobusów tomaszowskiej komunikacji miejskiej. Na wsi funkcjonują cztery przystanki linii 3 i 33.

## Historyczna przynależność administracyjna
W latach 1975–1998 miejscowość administracyjnie należała do województwa piotrkowskiego.